# Itapagipe
Itapagipe é um município na microrregião de Frutal, no estado de Minas Gerais, no Brasil. De acordo com o censo realizado em 2022 sua população era de 13 690 habitantes. Localiza-se às margens do Rio Grande.

## História
O atual estado de Minas Gerais era habitado por índios do tronco linguístico macro-jê até a chegada dos bandeirantes, no século XVII. Entre os séculos XVIII e XIX, a região conhecida como Triângulo Mineiro era denominada Caiapônia, pela intensa presença dos povos originários na região, os caiapós. Com a decadência da mineração, nas regiões auríferas da província de Minas Gerais, os geralistas, homens brancos, proprietários de minas de ouro, decidiram explorar o oeste da capitania de Minas Gerais, na busca de terras cultiváveis e de boas pastagens. Conforme parcas fontes documentais e relatos orais, os primeiros habitantes não índios do município de Itapagipe teriam ocupado a região rural, conhecida como Serra da Moeda. Mas, com a doação da fazenda Lageado a Santo Antônio, uma igreja foi erguida às margens do córrego Lageado e, ali, em volta da capela, começaram a surgir as primeiras casas que dariam origem ao povoado de Santo Antônio do Lageado, hoje Itapagipe. Isso atraiu também ex-escravos africanos, europeus, fora os índios que já por aqui viviam. Dessa mistura, surgiu Itapagipe, cujo povo é carregado de traços e costumes multirraciais.
Por volta de 1850, chega, à região onde hoje está o Município, o desbravador Vicente Joaquim da Silva. Atraído pelas planícies às margens do rio Grande e pela qualidade da terra, ele ali se instala e funda uma fazenda.
Em 1880, chegou Antônio Gomes Sobreiro, "casado" com uma índia caiapó cujo nome não é conhecido, que veio para cá atraído pela fertilidade do solo, relevo plano e abundância de água.
Em 1880, doa terras para a fundação de um povoado, que nasce com o nome de Patrimônio de Santo Antônio do Lajeado. Oito anos mais tarde, inicia-se a construção da capela. Em 1938 o povoado fora elevado a distrito, passando a pertencer a comarca da cidade de Frutal. No ano de 1943, o então promotor da cidade de Frutal teria mudado o nome do distrito Lageado para Itapagipe, a justificativa para a mudança seria, segundo o promotor, uma homenagem aos primeiros habitantes dessas terras, o índios Caiapós. A tradução do nome Itapagipe, conforme o promotor naquele período seria ita-pedra e pagipe-dura, esse equívoco na tradução do nome perdurou por mais de sete décadas, somente em 2022, através de uma pesquisa acadêmica foi possível saber que tradução do nome da cidade de Itapagipe no coincidia que tradução do topônimo.  O distrito do Lageado, hoje município de Itapagipe, foi emancipado em 27 de dezembro de 1948, tornando-se município. Atualmente se sabe que a tradução do topônimo Itapagipe estava equivocada, equívoco que foi desfeito recentemente.
A tradução do topônimo Itapagipe conforme pesquisadores de línguas indígenas, a exemplo de BUENO, NAVARRO e TIBIRIÇA :
Itapajipe – s. De itapé-jy-pe. No rio de laje. Nome de um riacho que corre da montanha, [...] no rio da pedra, da laje. (BUENO, 2014, pgs. 173 e 603).
Itapagipe - de e itá + peb + íy + pe: no rio da pedra achatada, no rio da laje.(NAVARRO, 2013, p. 573).
Itapgipe - cid. de Minas Gerais; de itapé-y-pe, no rio da laje. Nota: o y tupi é longo (yy), quase pronunciado como jy. (TIBIRIÇA, 1985, p.66).
Diante das notas dos estudiosos e pesquisadores de línguas nativas, podemos concluir que a tradução do nome da cidade de Itapagipe é Rio de Laje, e não pedra dura, pois, geralmente toda pedra é dura.

## Geografia
Localiza-se na Messoregião do Triângulo Mineiro. A área é de 1.802,438 km² e a densidade demográfica, de 7,6 habitantes por quilômetro quadrado.
O municípios limítrofes são Campina Verde a noroeste e norte,   Comendador Gomes a nordeste, Frutal a sudeste, os paulistas Paulo de Faria e Riolândia a sul e São Francisco de Sales a oeste.